# Distrito histórico del Palacio de Justicia del Condado de Bullock
El Distrito histórico del Palacio de Justicia del Condado de Bullock es un distrito histórico de 25,1 acres (10,2 ha) de extensión ubicado en Union Springs, Alabama, Estados Unidos. Fue incluido en el Registro Nacional de Lugares Históricos en 1976.
Incluye el Palacio de Justicia del Condado de Bullock, un ayuntamiento, una biblioteca Carnegie y una Primera Iglesia Bautista entre sus 46 edificios contribuyentes. El palacio de justicia, construido en 1871, es de estilo Segundo Imperio.